# ادوار گلیسان
ادوار گلیسان (به فرانسوی: Édouard Glissant) نویسنده، شاعر و مقاله‌نویس قرن بیستم میلادی اهل فرانسه بود.